# مناف زرنفاي
مناف زرنفاي كان نائب شروان من خانية شكي، وهو ابن الحاج محمد علي خان.

## الحياة
بعد الإطاحة بالحاج محمد علي خان في عام 1761، هرب مناف إلى خانية شكي. وأخيرًا، في عام 1768، بعد احتلال شروان من قوات شاكي قوبة، عُين مناف بك نائبًا لخان شروان محمد حسين خان مشتاق [الإنجليزية]
. وكان تحت سلطته منطقة شماخي، وسردار [الأذرية]
، ومنطقة حسن [الأذرية]
. وبعد فترة وجيزة، في آب 1768، بدأ مناف بك ومحمد حسين خان مفاوضات ضد خانية قوبة، والتي بموجبها سيستولي مناف بك على شماخي القديمة ويصبح خان كل شروان، وسيدفع الجزية لخانية شاكي في مقابل الدعم العسكري. ومع ذلك، هُزم على يد فتح علي خان القوبي [الإنجليزية]
، الذي علم بالخطة، ونفاه إلى دربند. في تموز 1769، دُمرَت مدينة شماخي الجديدة.
بعد وفاة فتح علي خان في عام 1789، هاجم محمد حسن خان شروان وحاول إعادة مناف بك إلى السلطة. ولكن حكم مناف بك لم يستمر إلا نصف شهر. وفي ذلك العام، قبضَت عليه جيوش عسكر خان الشرواني [الإنجليزية]
 فقتله.